# 達勒姆維爾 (紐約州)
達勒姆維爾（英語：Durhamville）是位於美國紐約州奧奈達縣的普查規定居民點。

## 人口
根據2020年美國人口普查的數據，達勒姆維爾的面積為3.55平方千米，當中陸地面積為3.54平方千米，而水域面積為0.01平方千米。當地共有人口527人，而人口密度為每平方千米148.45人。